# Burito
Burito je tradicionalno meksičko jelo. Ono se sastoji od tortilje od pšeničnog brašna punjene prilozima. Tortilja se obično lagano peče na žaru ili kuva na pari, da omekša i bude savitljivija. U Meksiku su meso i pasulj najčešći prilozi, a ponekad i jedini.
U Sjedinjenim Američkim Državama, burito uopšteno uključuje kombinaciju sastojaka, kao što su: pirinač u meksičkom stilu (sa paradajzom, lukom, i sl.) ili običan pirinač, zapečeni pasulj ili kuvani pasulj, zelena salata, salsa sos, gvakamole (sos od avokada), meso, sir i pavlaka, a količina varira. Tipični burito u američkom stilu puni se sa više sastojaka od samo mesa i/ili priloga od povrća, kao u Meksiku.

## Istorija
Pre razvoja modernog burita, mezoamerički narodi Meksika koristili su kukuruzne tortilje 10.000 godina pre nove ere da bi zamotali hranu, sa punjenjem od čili paprika, paradajzom, pečurkama, tikvicama i avokadom. Istorijski gledano, Pueblo narodi na jugozapadu SAD-a takođe su pravili tortilje punjene pasuljem i mesom i pripremali su ih poput modernog burita. Međutim, ovakav način pravljenja može biti poreklo jednostavnijeg takoa, a ne modernog burita.

## Literatura
- Sparks, Pat; Swanson, Barbara (1993). Tortillas!: 75 Quick and Easy Ways to Turn Simple Tortillas Into Healthy Snacks and Mealtime Feasts. St. Martin's Press. стр. 100. ISBN 978-0-312-08912-2.

- Morton, Paula E. A Cultural History (2014). Tortillas:. UNM Press. стр. 117. ISBN 978-0-8263-5215-6.
Sparks, Pat; Swanson, Barbara (1993). Tortillas!: 75 Quick and Easy Ways to Turn Simple Tortillas Into Healthy Snacks and Mealtime Feasts. St. Martin's Press. стр. 100. ISBN 978-0-312-08912-2.
- Griffith, Dotty (2018). The Ultimate Tortilla Press Cookbook: 125 Recipes for All Kinds of Make-Your-Own Tortillas--and for Burritos, Enchiladas, Tacos, and More. Harvard Common Press. стр. 140. ISBN 978-0-7603-5488-9.
Morton, Paula E. A Cultural History (2014). Tortillas:. UNM Press. стр. 117. ISBN 978-0-8263-5215-6.
Sparks, Pat; Swanson, Barbara (1993). Tortillas!: 75 Quick and Easy Ways to Turn Simple Tortillas Into Healthy Snacks and Mealtime Feasts. St. Martin's Press. стр. 100. ISBN 978-0-312-08912-2.
- Armendariz Sanz, Jose Luis. Gastronomía y nutrición (на језику: Spanish). Ediciones Paraninfo, S.A. стр. 86. ISBN 9788497324403.
- Prandoni, Anna; Zago, Fabio (2013). Los Sabores de la Cocina Tex-Mex (на језику: Spanish). Parkstone International. ISBN 9788431555009.
Armendariz Sanz, Jose Luis. Gastronomía y nutrición (на језику: Spanish). Ediciones Paraninfo, S.A. стр. 86. ISBN 9788497324403.
- Anand, Karen (2005). International Cooking With Karen Anand. Popular Prakashan. стр. 28. ISBN 9788171549085.
Prandoni, Anna; Zago, Fabio (2013). Los Sabores de la Cocina Tex-Mex (на језику: Spanish). Parkstone International. ISBN 9788431555009.
Armendariz Sanz, Jose Luis. Gastronomía y nutrición (на језику: Spanish). Ediciones Paraninfo, S.A. стр. 86. ISBN 9788497324403.
- Miers, Thomasina (2012). Wahaca - Mexican Food at Home. Hodder & Stoughton. стр. 74—75. ISBN 978-1-4447-5692-0.
- Arreola, Daniel D. South Texas: A Mexican American Cultural Province (2010). Tejano. University of Texas Press. стр. 174—175. ISBN 978-0-292-79314-9.
Miers, Thomasina (2012). Wahaca - Mexican Food at Home. Hodder & Stoughton. стр. 74—75. ISBN 978-1-4447-5692-0.
- Pilcher, Jeffrey M. Taco: A Global History of Mexican Food (2012). Planet. Oxford University Press. стр. 46—47. ISBN 978-0-19-991158-5.
Arreola, Daniel D. South Texas: A Mexican American Cultural Province (2010). Tejano. University of Texas Press. стр. 174—175. ISBN 978-0-292-79314-9.
Miers, Thomasina (2012). Wahaca - Mexican Food at Home. Hodder & Stoughton. стр. 74—75. ISBN 978-1-4447-5692-0.
- Ramos y Duarte, Féliz (1895). Diccionario de Mejicanismos. Imprenta de Eduardo Dublan. стр. 98.
Pilcher, Jeffrey M. Taco: A Global History of Mexican Food (2012). Planet. Oxford University Press. стр. 46—47. ISBN 978-0-19-991158-5.
Arreola, Daniel D. South Texas: A Mexican American Cultural Province (2010). Tejano. University of Texas Press. стр. 174—175. ISBN 978-0-292-79314-9.
Miers, Thomasina (2012). Wahaca - Mexican Food at Home. Hodder & Stoughton. стр. 74—75. ISBN 978-1-4447-5692-0.
- Bayless, Rick; Bayless, Deann Groen; Hirsheimer, Christopher (2007). Authentic Mexican: Regional Cooking from the Heart of Mexico. HarperCollins. стр. 197. ISBN 978-0-06-137326-8.
- Aft, Lawrence S. (2000). Work Measurement and Methods Improvement. Wiley-IEEE. ISBN 978-0-471-37089-5.
- Ellman, Mark; Santos, Barbara (2003). Maui Tacos Cookbook. Pendulum Publishing. ISBN 978-0-9652243-3-8.
- Fox, Peter (2. 7. 1998). „Burrito Search”. All Things Considered. National Public Radio. Архивирано из оригинала (RealMedia) 13. 11. 1999. г.
- Fox, Peter (17. 7. 1998). „Burrito Odyssey” (RealMedia). All Things Considered. National Public Radio.
- Fox, Peter (31. 7. 1998). „Burrito”. All Things Considered. National Public Radio. Архивирано из оригинала (RealMedia) 02. 10. 1999. г.
- Fox, Peter (12. 8. 1998). „Burrito Trail” (RealMedia). All Things Considered. National Public Radio.
- Fox, Peter (3. 9. 1998). „End of the Burrito Trail” (RealMedia). All Things Considered. National Public Radio.
- Fox, Peter (4. 11. 1998). „Burritos: A Search For Beginnings”. Food. The Washington Post. стр. E.01.
- Gold, Jonathan (2000). Counter Intelligence: Where to Eat in the Real Los Angeles. Macmillan. ISBN 978-0-312-26723-0.
- Johnson, Lisa (2006). Mind Your X's and Y's: Satisfying the 10 Cravings of a New Generation of Consumers. Free Press. ISBN 978-0-7432-7750-1.
- Sparks, Pat; Swanson, Barbara (1993). Tortillas!. Macmillan. ISBN 978-0-312-08912-2.
- Thomsen, David; Wilson, Derek (1998). Burritos! Hot on the Trail of the Little Burro. Gibbs Smith Publishers. ISBN 978-0-87905-835-7.
- Young, Marc (25. 2. 2005). „Bringing the Burrito to Berlin”. Culture & Lifestyle. Deutsche Welle. Приступљено 18. 2. 2008.